# Gaffel (Köln)
Eine Gaffel in Köln war eine Vereinigung von Bürgern, die ihren Ursprung in einer oder mehreren Zünften hatte. Der Name Gaffel stammt von den beim feierlichen gemeinsamen Essen verwendeten zweizinkigen Gabeln, eben den „Gaffeln“. Die Gaffeln waren von 1396 bis zur Besetzung durch die Franzosen (1794) die herrschende politische Vereinigung in der Stadt Köln.
Man kann die Gaffeln als eine Mischung aus Bruderschaft und Berufsgenossenschaft ansehen, da sie auch verpflichtet waren, für ihre Mitglieder und deren Familien in Notsituationen zu sorgen.

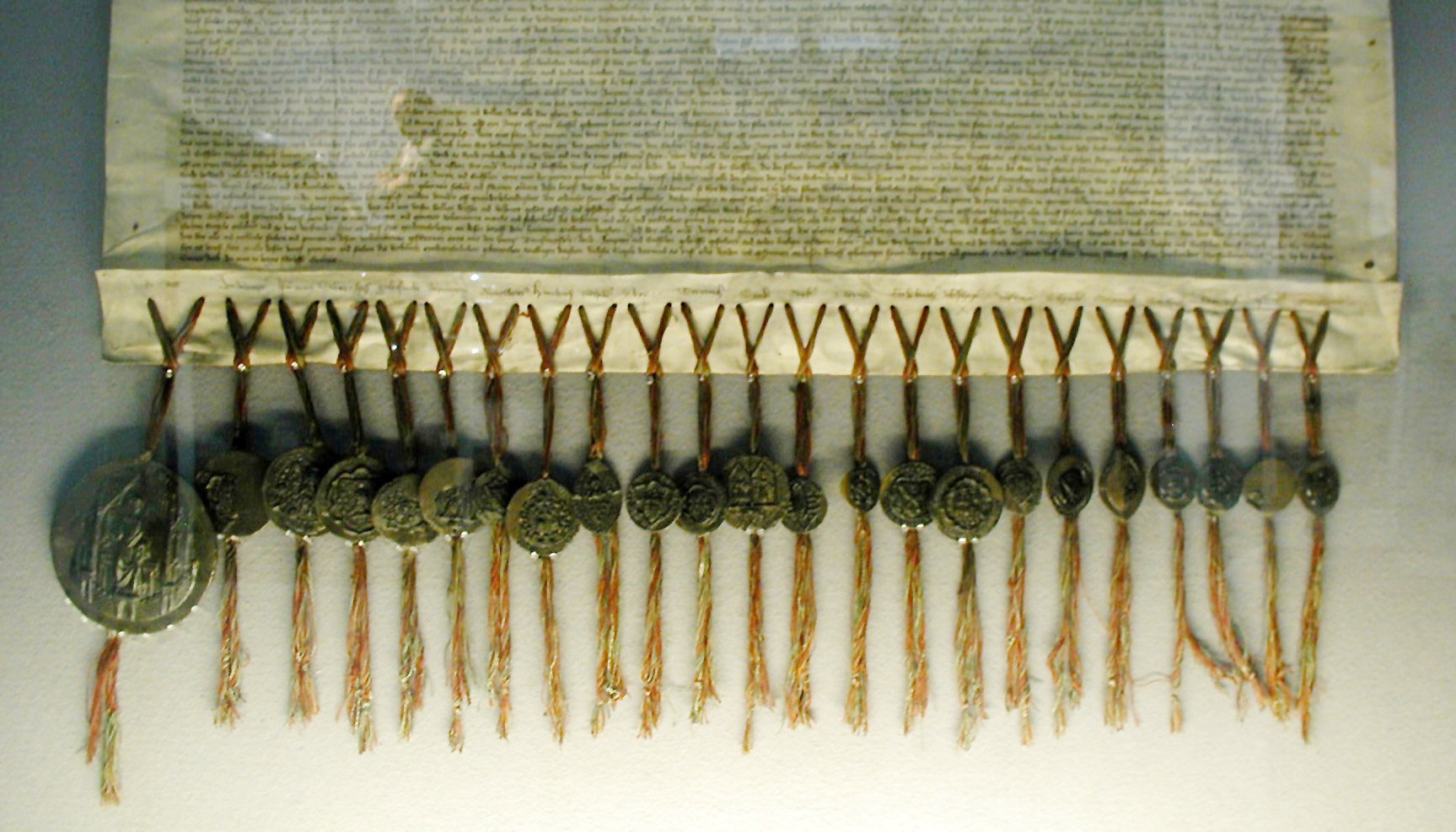
Verbundbrief mit Stadtsiegel und Siegeln der 22 Gaffeln (Kölner Stadtmuseum)

## Entwicklung und Beschreibung

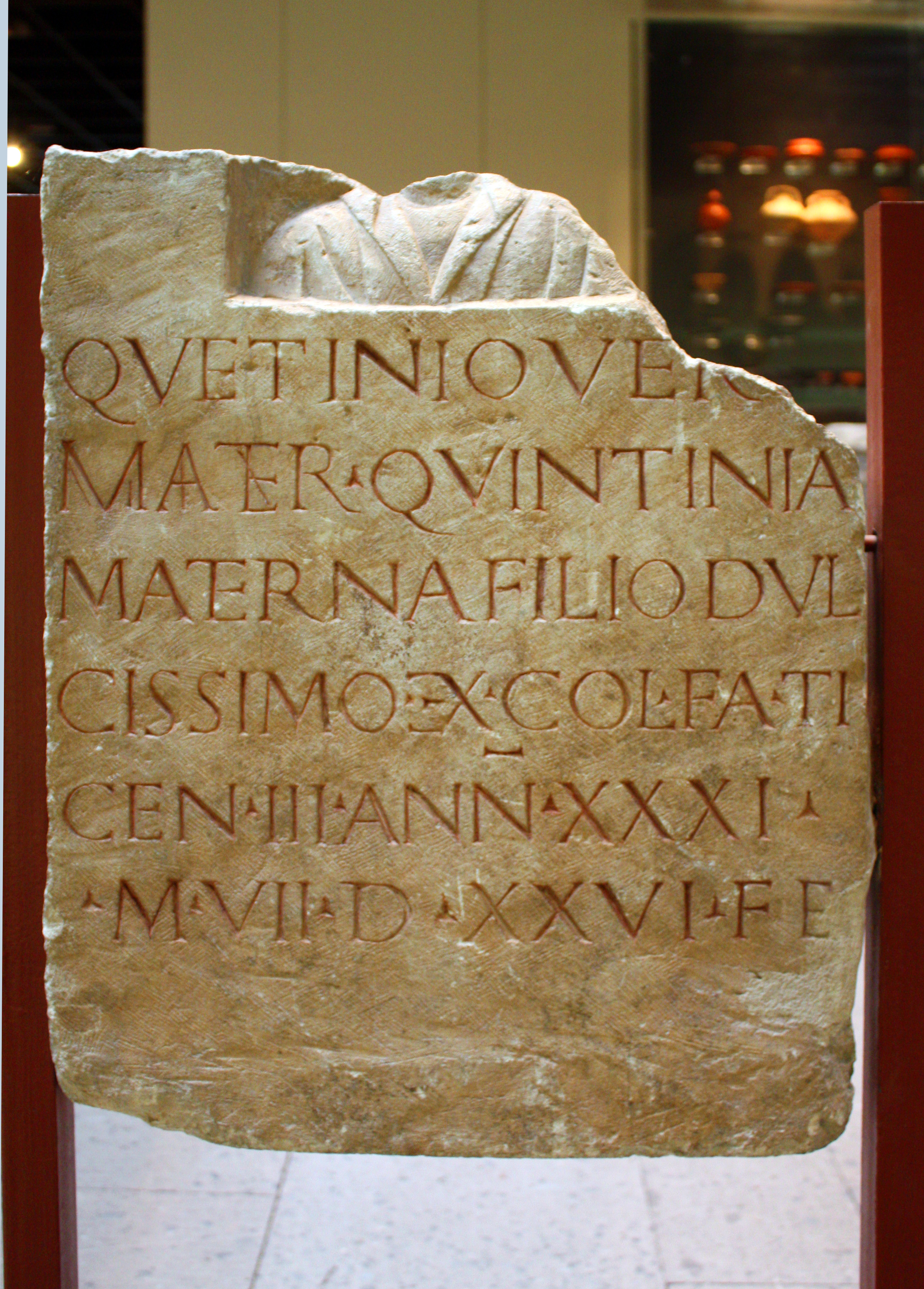
Quinto VETINIO VERo ...
EX COLlegio FAbrum TIgnariorum („Dem Quintus Vetinius Verus ... aus dem Collegium der Zimmerleute“)

Viele mittelalterliche Kölner Institutionen hatten ihren Ursprung oder ihr Vorbild in spätrömischer Zeit. So gab es beispielsweise je zwei Bürgermeister. Auch die Zünfte und Gaffeln hatten römisch-kölnische Entsprechungen, wie der Kölner Grabstein des Zimmermanns Vetinius Verus beweist. Insofern sahen sich nicht nur die herrschenden Geschlechter, sondern auch die einfachen Bürger und zünftigen Handwerker in alter Tradition. Diese machten in Köln etwa 6–8 Prozent der Bevölkerung aus. Zu ihnen zählten beispielsweise nicht: Frauen, Kleriker, Gaukler, Bettler, Nichtkatholiken, Mägde und Knechte, Handwerksgesellen, Menschen mit „unehrenhaften“ Berufen wie Henker, Abdecker, Prostituierte, Bader und ihre Abkömmlinge.
Eine Gaffel musste nicht identisch mit einer bestimmten Zunft sein, sie stand auch Bürgern offen, die keinem einer Zunftordnung unterliegenden Gewerbe nachgingen, da jeder Bürger einer Gaffel beitreten musste. Zudem wurden einige Zünfte zu einer Gaffel zusammengefasst. Hierdurch war praktisch jeder Bürger erfasst, was den Vorteil hatte, dass die Gaffeln in Fällen der Bedrohung Kölns durch Angreifer jeweils ihre Mitglieder und damit alle Bürger zur Verteidigung zusammenrufen konnten, was einer Art Wehrpflicht (seit 1396) für alle 18- bis 70-jährigen Kölner (auch der Eingesessenen, die nicht Bürger waren) gleichkam.
Den einzelnen Gaffeln stand ein für ein Jahr gewählter „Amtsmeister“ vor.
Die Gaffeln wählten 36 der 49 Ratsherren der Stadt Köln. Die übrigen 13 Ratsherren, das Gebrech, wurden durch die bereits gewählten aus Kölner Bürgern beliebiger Gaffeln  kooptiert. Die Amtszeit der Ratsherren betrug ein Jahr. Ihre Wiederwahl war erst nach zwei Jahren möglich. Der Rat wählte aus seiner Mitte die beiden Bürgermeister. Bei wichtigen Beschlüssen wie Krieg und Frieden musste der Rat noch einmal je 2 Vertreter der Gaffeln, die Vierundvierziger, hinzuziehen.

### Gaffeln und Weberaufstand
Ein Teil der Gaffeln war nicht mit der ruppigen Vorgehensweise der Weber gegen Entscheidungen des Rates der Stadt einverstanden. So kam es am 20. November 1371 zum blutigen Weberaufstand am Griechenmarkt, den die Gaffeln mit ihren Verbündeten gegen die Weber gewannen. Am 14. September 1396 unterzeichneten 22 Gaffeln den „Verbundbrief“, der eine Art ständedemokratische Verfassung für Köln schuf. Hierdurch übernahmen die Gaffeln die politische Verantwortung in Köln von den Geschlechtern, der in Köln so genannten Richerzeche, der Tafelgemeinschaft der Reichen. Im Jahre 1450 taten es die Aachener den Kölnern gleich und beschlossen den so genannten Aachener Gaffelbrief.

## Die 22 Gaffeln (mit Anzahl der Sitze)
Tuchherstellung (Wollenhaupt), Tuchhandel und Handel allgemein waren die wirtschaftlich bedeutendsten Gewerbe in der Stadt. Die Handel treibenden Gaffeln hatten zusammen fünf Sitze im Rat, Wollenhaupt hatte allein vier.

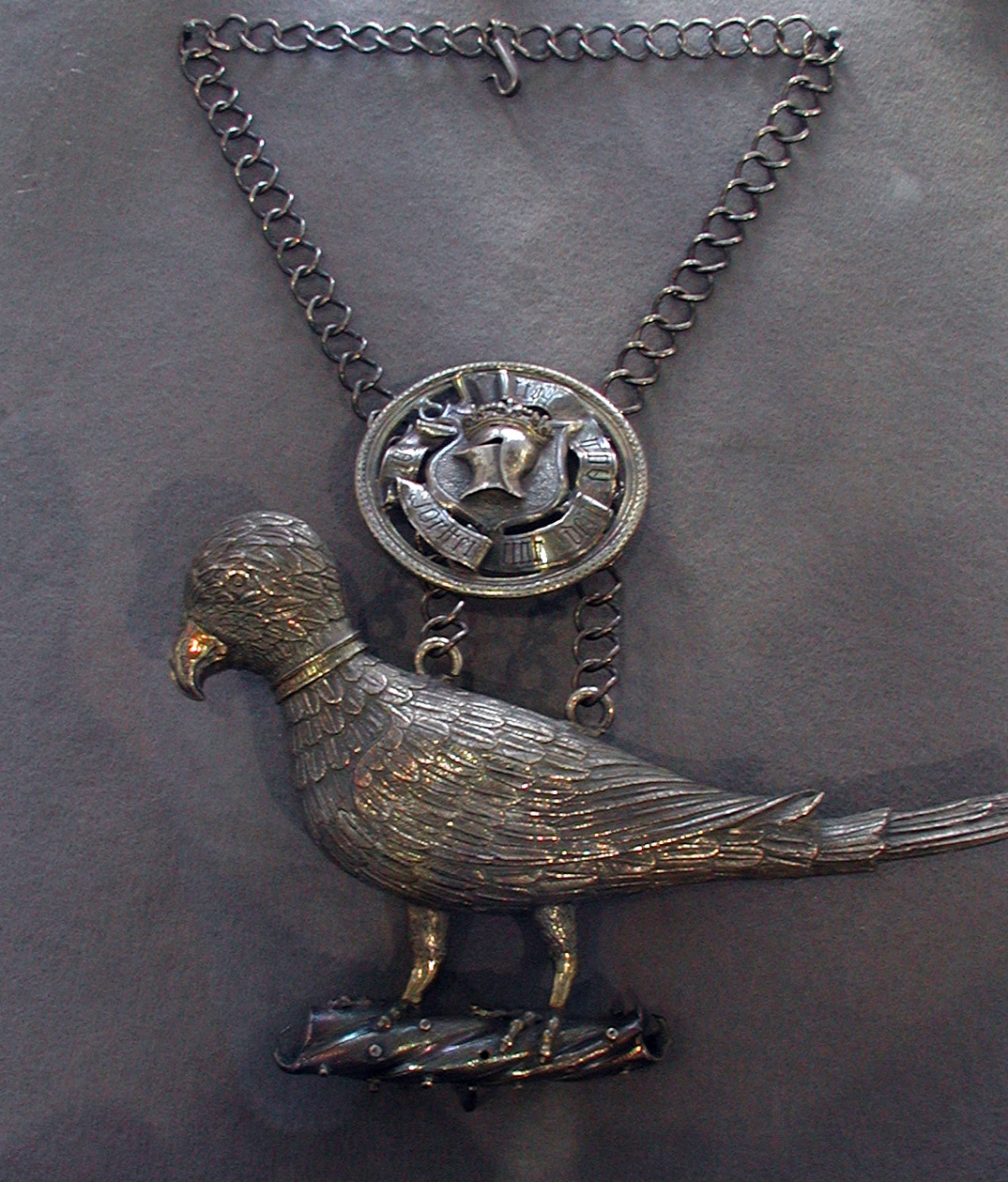
Schützenkönigskette mit Zunftemblem des „Sarwörter-Amtes“, Anfang 16. Jahrhundert (mehr im Bildtext)

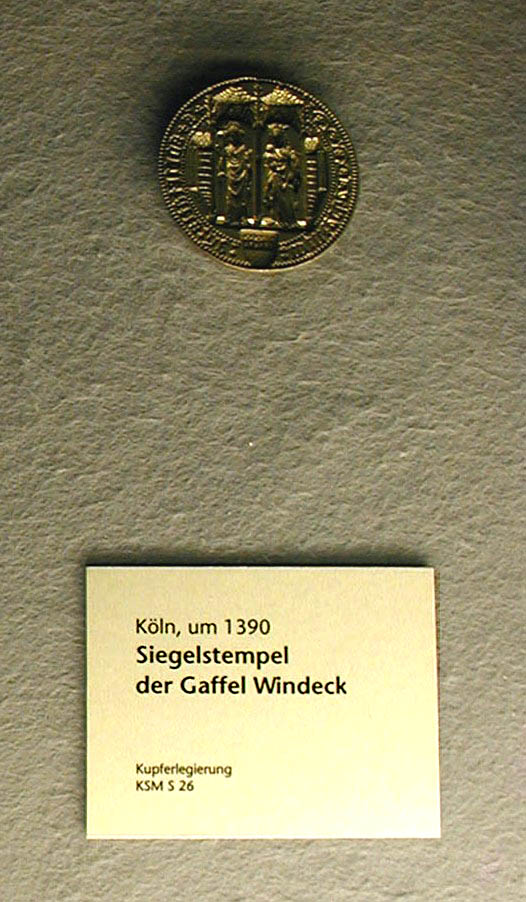
Siegelstempel der Gaffel Windeck

1. Eysenmarkt, Gesellschaft von Kaufleuten, vielleicht ursprünglich Zunft der Eisenhändler: 2 Sitze
2. Himmelreich, Korporation von Kaufleuten: 2
3. Windeck, Gesellschaft der Kaufleute mit Sitz auf dem Altermarkt, vielleicht ursprünglich Korporation der Englandfahrer: 2
4. Wollenhaupt (Wollweber), zugehörige Zünfte: Wollenweber, Tuchscherer, Weißgerber: 4
5. Schwartzhauß (Schwarzhaus), zugehörige Zünfte: Blauleinenfärber, Waidhändler: 2
6. Goldschmidt, zugehörige Zünfte: Goldschläger, Goldspinnerinnen: 2
7. Buntwörter (Buntwerker), zugehörige Zünfte: Kürschner: 2
8. Bindelmacher, zugehörige Zünfte: Gürtler, Drechsler, Bürstenbinder, Nadelmacher, Kammmacher, Blechschläger:  2
9. Aren, zugehörige Zünfte: Riemenschneider: 2
10. Fischamt (Fischmengergaffel), zugehörige Zünfte: Fischmenger, Schiffer, Buchbinder: 2
11. Schmidt, zugehörige Zünfte: Schmiede, Schlosser, Messerschmiede, Stückgießer, Achsenmacher:  2
12. Brewer, zugehörige Zünfte: Brauer: 2
13. Schilderer und Glaswörter (-werker, -maler), zugehörige Zünfte: Maler, Glaser, Sattler: 1
14. Steinmetzer, zugehörige Zünfte: Steinmetzer, Zimmerleute, Schreiner, Kannenbäcker, Bildhauer, Bildschneider, Leyendecker, Pflasterer: 1
15. Becker, zugehörige Zünfte: Bäcker: 1
16. Fleischmenger, zugehörige Zünfte: Fleischer: 1
17. Schröder (Schneider), zugehörige Zünfte: Schneider, Hutstoffierer: 1
18. Schuhmacher, zugehörige Zünfte: Schuhmacher, Altschuhmacher, Lederreider: 1
19. Sarwörter (Schar (vergl. Pflugschar), also Rüstungswerkleute) zugehörige Zünfte: Harnischmacher, Schwertfeger, Barbiere, Handschuhmacher, Taschenmacher, Hutmacher, Korbmacher: 1
20. Kannengießer, zugehörige Zünfte: Kannengießer, Hammacher, Seiler: 1
21. Fassbinder, zugehörige Zünfte: Fassbinder: 1
22. Ziechenweber (Leinenweber), zugehörige Zünfte: Zeichenweber, Sartuchmacher, Decklackenweber,  Bombassin-,[4] Caffee- und Baratamt: 1

Außerhalb des Gaffelverbandes stehende Zünfte und Gewerbe: Seidamt, Seidbereiter, Seidweber, Seidmacherinnen, Posamentieren, Großgezäuer, Kleingezäuer, Garnmacherinnen, Gewandschneider, Branntweinbrenner, Kaffeebrenner, Fechtmeister und andere kleinere Zünfte.

### Gründungsdaten der Gaffelhäuser

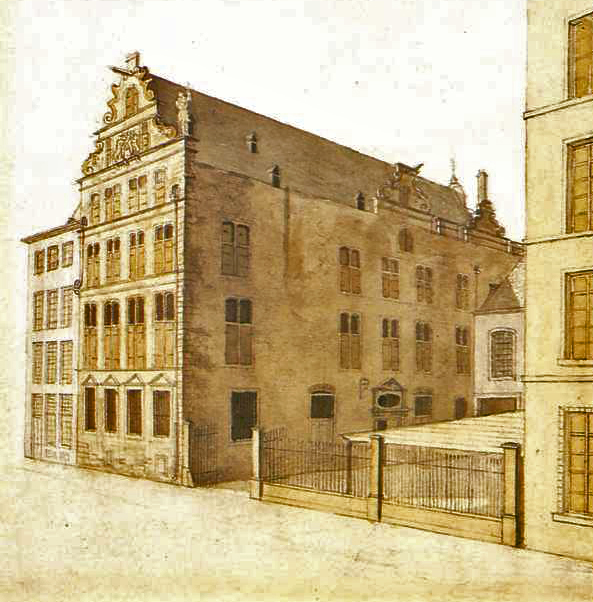
Haus der Fassbinderzunft, Filzengraben errichtet um 1539

Die Gaffeln tagten in Gasthäusern oder Zunftstuben vielleicht auch in größeren Häusern der Mitglieder. Mit steigendem Reichtum der Vereinigungen wurden auch eigene Häuser gegründet.
- 1306, Eisenmarkt. „Brüssel auf Heumarkt“ (Vorstadt, der Nord-Ostrand des Heumarktes hieß Eisenmarkt) später an mehreren anderen Orten
- 1339, Neu-Windeck „auf Altermarkt“
- 1401, Goldschmiede.(Goldschläger, Hersteller von Blattgold und Silberwaren) „Zum goldenen Horn, Unter Goldschmied“
- 1402, Schilderer und Glaswörter. „Zum Turm (Rotstock) auf Hohestrasse“
- 1404, Leineweber. „Ulards Haus (zum walen Perde) an der Wollküche“ (Alter Markt)
- 1408, Schwarzhaus. „Ingelbrants Haus auf Hohestrasse“ (Swartzenhuysse  Schwarz(en)haus, Kaufleutegaffel)
- 1416, Himmelreich. „zum Winke auf Himmelreich“ (südlicher Teil der Vorstadt)
- 1422, Fischamt. „Fischamthaus in Hafengasse“ (Vorstadt)
- 1423, Schröder (wijnschrodere, Weinschröter, Weinablader und -transporteure)
- 1425, Buntwörter. (Kürschner) „Kleingedank in der Höhle“ (1492 Oben Marspforten)
- 1426, Fleischer. „1/2 Haus zum Sternen“ (Heumarkt, Vorstadt)
- 1441–1539, das alte Haus der Fassbinder am Filzengraben wurde 1539 durch ein neues Zunft- oder Gaffelhaus in derselben Straße ersetzt.
- 1452, Schilderer, Wappensticker und Sattelmacher. „Zum Rosenbaum in Schildergasse“
- 1460, Tuchscherer- und Wollenamt. „Rennenberg auf Hochpforte“[5]